# Secret Passion
Secret Passion – album francuskiej piosenkarki Amandy Lear, wydany w 1986 roku.

## Ogólne informacje
Secret Passion to siódmy longplay Amandy Lear i dziewiąta płyta w jej dyskografii. Album powstał we współpracy z amerykańskimi producentami, kompozytorami i muzykami. Nagrany został w Los Angeles - był to pierwszy album Amandy nagrany poza Europą. Dominował na nim typowy dla lat 80. synthpop z domieszką rocka. Wśród utworów znalazł się cover "Wild Thing" zespołu The Troggs z lat 60.
Miał to być nie tylko jej comeback w krajach europejskich, ale także próba podbicia państw anglojęzycznych. Plany promocyjne płyty zostały jednak pokrzyżowane na skutek wypadku samochodowego, któremu uległa piosenkarka - konieczna była wielomiesięczna rehabilitacja w szpitalu. Artystka nie była w takim stanie zdolna promować album, więc nie odniósł on zamierzonego sukcesu.
Album ukazał się tylko na winylu i kasecie magnetofonowej.

## Lista ścieżek
Strona A:
1. "Desire" - 4:18
2. "Wild Thing" - 3:36
3. "I Want My Name on a Billboard" - 4:25
4. "She Wolf" - 4:17

Strona B:
1. "Mannequin" - 3:32
2. "I'm a Mistery" - 4:35
3. "Aphrodisiac" - 3:44
4. "Time's Up" - 4:55

## Single z płyty
- 1986: "Les Femmes"
- 1987: "Wild Thing"
- 1987: "Time's Up"
- 1987: "Aphrodisiaque"